# Nickelodeon Kids' Choice Awards
Nickelodeon Kids' Choice Awards är en gala som brukas hålla i slutet av mars, början på april. Den är till för att hedra de största TV-, film- och musikstjärnorna och händelser. Galan brukar vara stjärnspäckad, med en del liveframträdanden.

## Konferencierer
| År   | Konferencier                                                |
| ---- | ----------------------------------------------------------- |
| 1986 | The Big Ballot                                              |
| 1987 | Inställd                                                    |
| 1988 | Tony Danza, Debbie Gibson , Brian Robbins och Dan Schneider |
| 1989 | Nicole Eggert, Wil Wheaton                                  |
| 1990 | Dave Coulier, Candace Cameron och David Faustino            |
| 1991 | Corin Nemec                                                 |
| 1992 | Paula Abdul                                                 |
| 1993 | Brian Austin Green, Holly Robinson och Tori Spelling        |
| 1994 | Candace Cameron, Joey Lawrence och Marc Weiner              |
| 1995 | Whitney Houston                                             |
| 1996 | Whitney Houston och Rosie O' Donnell                        |
| 1997 | Rosie O' Donnell                                            |
| 1998 | Rosie O' Donnell                                            |
| 1999 | Rosie O' Donnell                                            |
| 2000 | Rosie O' Donnell, David Arquette, LL Cool J och Mandy Moore |
| 2001 | Rosie O' Donnell                                            |
| 2002 | Rosie O' Donnell                                            |
| 2003 | Rosie O' Donnell                                            |
| 2004 | Cameron Diaz och Mike Myers                                 |
| 2005 | Ben Stiller                                                 |
| 2006 | Jack Black                                                  |
| 2007 | Justin Timberlake                                           |
| 2008 | Jack Black                                                  |
| 2009 | Dwayne "The Rock" Johnson                                   |
| 2010 | Steve Carell                                                |
| 2011 | Jack Black                                                  |
| 2012 | Will Smith                                                  |
| 2013 | Josh Duhamel                                                |
| 2014 | Mark Wahlberg                                               |
| 2015 | Nick Jonas                                                  |
| 2016 | Blake Shelton                                               |